# Berijvari
Berijvari (en georgiano: ბერიჯვარი) o Berijvar (en osetio: Берыдзуар) es una aldea que pertenece a la parcialmente reconocida República de Osetia del Sur, parte del distrito de Tsjinval, aunque de iure pertenece al municipio de Eredvi de la región de Iberia Interior de Georgia.

## Geografía
Berijvari se encuentra entre los ríos Charabi y Meyudi, a 18 kilómetros de Tsjinvali. La aldea se administra desde el pueblo de Ksuisi.  

## Historia
Tras la guerra de Osetia del Sur de 1991-1992, los osetios lograron controlar el pueblo y desde 2006, forma parte del municipio de Eredvi en la legislación georgiana.

## Demografía
La evolución demográfica de Berijvari entre 1916 y 1989 fue la siguiente:
| 126                                                      | 168 | 62 | 32 | 10 | 22 | 5 |
| (Fuente: Population of South Ossetia since Soviet times) |     |    |    |    |    |   |

Según el censo soviético de 1959, la mayoría de la población local eran osetios.